# Jakob Cedergren
Jakob Cedergren (Lund, Zweden, 10 januari 1973) is een Deense acteur, afkomstig uit Zweden.

## Carrière
Cedergren volgde de opleiding aan Den Danske Scenekunstskole (de Nationale Toneelschool) in Kopenhagen, waar hij in 1997 afstudeerde. Hij heeft deelgenomen aan meer dan 40 Deense, Noorse en Zweedse filmproducties en televisieseries. Tot zijn bekendste rollen behoren die van journalist Bjarne Madsen in Edderkoppen (2000), kleine crimineel Palle Piss in Ørnen: En krimi-odyssé (The Eagle, 2004), Daniel in Voksne mennesker (Dark Horse (2005)), veldwachter Robert Hansen in Frygtelig lykkelig (2009), koning Haakon VII van Noorwegen in Harry & Charles (2009), politie-inspecteur Thomas Andreasson in Morden i Sandhamn (2010-2018), rechercheur Thomas Schaeffer in Den som dræber (Those Who Kill, 2011) en alarmtelefonist Asger Holm in Den skyldige (The Guilty, 2018).
In 2004 werd hij genomineerd voor de Bodil-prijs voor 'Beste acteur' in de Deense filmkomedie Rembrandt. In 2009 ontving hij zowel een Robert als een Bodil voor 'Beste mannelijke hoofdrolspeler' voor zijn rol in de film Frygtelig lykkelig. In 2019 kreeg hij beide prijzen opnieuw voor zijn hoofdrol in Den skyldige.

## Filmografie (kleine selectie)
- Edderkoppen (tv-serie 2000)
- Rembrandt (2003)
- Forbrydelsen (The Killing I) (2007)
- Arn: Tempelriddaren (2007)
- Frygtelig lykkelig (2009)
- Harry og Charles (tv-serie 2009)
- Submarino (2010)
- Morden i Sandhamn (tv-serie 2010-2018)
- Den som dræber (tv-serie 2011)
- Den skyldige (2018)